# Lioré et Olivier LeO H-47
Lioré et Olivier LeO H-47 là một loại tàu bay chở khách của Pháp, được chế tạo vào năm 1936. Nó được thiết kế làm máy bay chở khách vượt Nam Đại Tây Dương, đến khi Chiến tranh thế giới II nổ ra, nó được Hải quân Pháp sử dụng làm máy bay tuần tra biển.

## Quốc gia sử dụng
Pháp
- Air France
- Hải quân Pháp

## Tính năng kỹ chiến thuật
Đặc điểm tổng quát
- Kíp lái: 2
- Sức chứa: 12 hành khách
- Chiều dài: 21,20 m (69 ft 7 in)
- Sải cánh: 31,80 m (104 ft 4 in)
- Chiều cao: 7,10 m (23 ft 4 in)
- Diện tích cánh: 135 m2 (1.452 ft2)
- Trọng lượng rỗng: 10.465 kg (23.023 lb)
- Trọng lượng có tải: 19.713 kg (43.389 lb)
- Powerplant: 4 × Hispano-Suiza 12Ydrs, 650 kW (860 hp) mỗi chiêc

Hiệu suất bay
- Vận tốc cực đại: 360 km/h (225 mph)
- Tầm bay: 3.200 km (2.000 dặm)
- Trần bay: 7.000 m (23.000 ft)